# Catedral de San Nicolás (Caracas)
La Catedral de San Nicolás  (en ruso: Никольский собор) o bien la Iglesia ortodoxa rusa de Caracas es una Catedral de Caracas y Sudamérica de la Diócesis de la Iglesia ortodoxa rusa fuera de Rusia, que se encuentra en Caracas (cerca de Los Dos Caminos).

## Historia
Su historia comienza cerca de 1947, cuando refugiados rusos comienzan a llegar en masa a Venezuela. En 1950, se organizaron casi todos los lugares de reunión de las parroquias ortodoxas rusas, que se encontraban en la jurisdicción de la Iglesia Ortodoxa Rusa Fuera de Rusia.
El iniciador de la construcción en 1954 y el primer rector de la catedral, construida en el sector de los Dos Caminos, fue el Rev. Juan Baumanis. El constructor del templo fue el ingeniero Alexander Yakovlev. 
La solemne consagración de la catedral tuvo lugar en 1955. Recibió el estatus de una catedral y ahora es el centro espiritual de la colonia rusa en Venezuela.